# اثر پیستونی

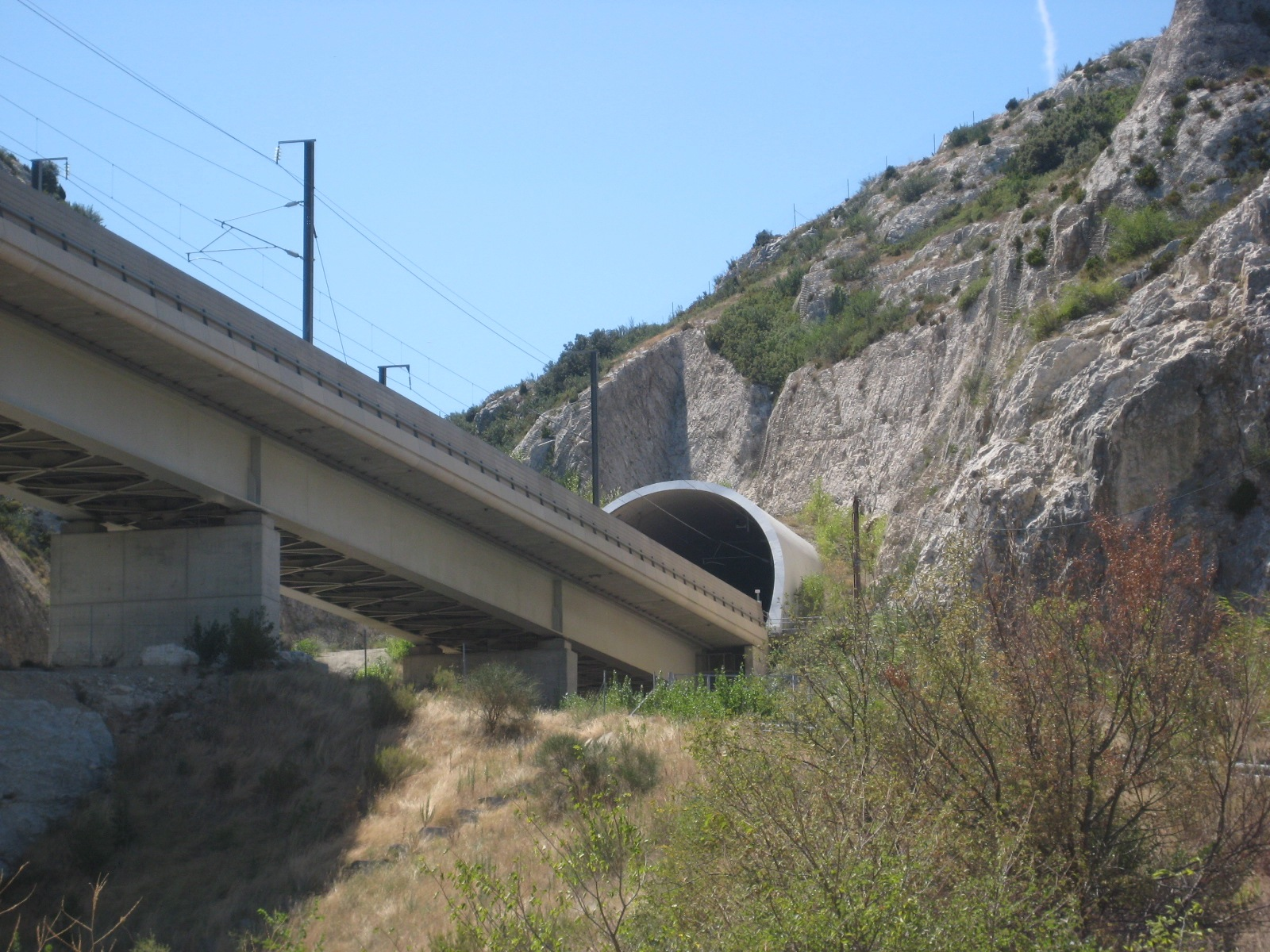
در برخی از خروجی‌ها، برای غلبه بر اثر پیستونی از سقف‌های کانوپی استفاده می‌شود تا به این وسیله امواج هوا بدون صدا به چرخش درآمده و به این ترتیب به هنگام خروج قطار صدای بلند ایجاد نشود.

اثر پیستونی (به انگلیسی: Piston effect)، پدیده‌ای است که در اثر خروج قطارهای با سرعت بالا از تونل‌ها ایجاد می‌شود. هنگامی که قطار از تونل خارج می‌شود، قطارهای با سرعت بالا یک توده هوا را به جلو هل می‌دهند. این فشار، حجم عظیمی از باد و همچنین صدایی بلند شبیه به انفجار تولید می‌کند.